# Calle General Pedro Lagos
La Calle General Pedro Lagos (también conocido como General Lagos) es una antigua calle de la ciudad chilena de Valdivia, en la provincia homónima de la Región de Los Ríos. Comienza por el sur en la intersección con la calle Miraflores (altura Campus Miraflores de la Universidad Austral de Chile), y por el norte en la intersección con calle Yerbas Buenas y corre paralela al río Valdivia. Su nombre se debe a Pedro Lagos (1832-1884), destacado militar chileno durante la Guerra del Pacífico.
En esta calle se ubican diversas casonas familiares de madera, construidas a mediados del siglo XIX producto de la llegada de inmigrantes alemanes durante el período de pujanza económica —agrícola, ganadera, naviera y forestal— de la ciudad, a comienzos de la época republicana. Estas casonas, así como el Torreón Los Canelos, en la intersección con la calle Yerbas Buenas y construido en 1774 durante la época colonial, sobrevivieron al gran incendio de 1909 y al terremoto de 1960, el más potente registrado en la historia de la humanidad. Muy cerca del torreón, por la calle Yerbas Buenas, se ubica también la Iglesia de San Francisco, construida en el siglo XVIII.
Desde el año 1991, la calle es considerada Monumento nacional de Chile, en la categoría de «Zona Típica» La Iglesia de San Francisco y el Torreón Los Canelos también son Monumentos nacionales.
Entre las casonas que destacan en la calle se encuentran las de Martens-Hoffmann, Kaheni, Gaete-García, Lopetegui Mena, von Stillfried,
Werkmeister, Ehrenfeld y el conjunto Haverbeck, una excompañía naviera transformada en hotel. Varias otras han ido desapareciendo producto de incendios o falta de mantención, mientras que algunos vecinos se han preocupado en la mantención de otras, teniendo especial importancia en esto último la adquisición de algunas de ellas por parte de la Universidad Austral de Chile.
|                                                        |
| Edificio de la Naviera Haverbeck, convertido en hotel. |

|  |
|  |

|  |
|  |

|                                                              |
| Esquina de las calles General Pedro Lagos y Ernesto Riquelme |

|                                                                 |
| Torreón Los Canelos, en la intersección con calle Yerbas Buenas |

|  |
|  |

|  |
|  |

|                                                                           |
| Casa Luis Oyarzún en la unión de las calles Yungay y General Pedro Lagos. |